# Madone Rucellai

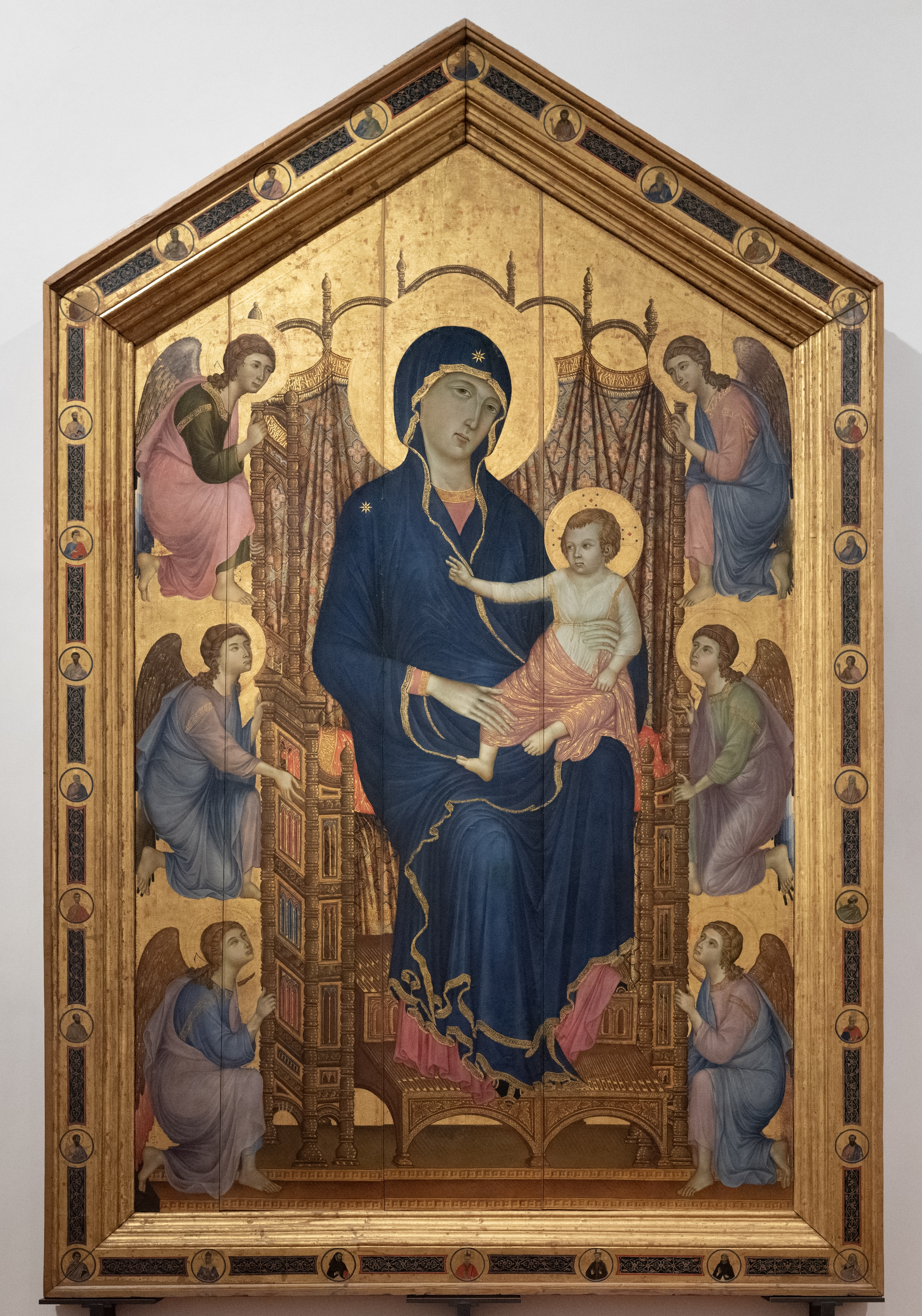
Madone Rucellai aux couleurs proches de l'original : la Vierge porte un vêtement bleu.

La Madone Rucellai, en italien Madonna Rucellai ou Madonna dei Laudesi, est une Vierge à l'Enfant au trône et les anges, un tableau peint par Duccio en tempera sur panneau de 290 × 450 cm. Elle est conservée au musée des Offices de Florence, visible et mise en regard dans la même salle no 2 (dite  salle des Maestà) avec deux autres Maestà de référence : la Maestà di Santa Trinita de Cimabue et la Vierge d'Ognissanti de Giotto.

## Historique
Retable commandé le 15 avril 1285 par la Confrérie des Chantres (Laudesi), une confrérie fondée par l'Ordre des Dominicains pour l'église Santa Maria Novella de Florence, elle se trouvait à l'origine dans la Chapelle Bardi, où certaines fresques du Trecento encore existantes furent probablement peintes à son installation ; en 1591 elle fut déplacée dans la chapelle voisine dite Rucellai, dont elle a pris le nom couramment. Restée dans cet emplacement jusqu'à 1937, elle fut transférée et exposée dans une grande exposition sur Giotto à Florence et depuis 1948 elle est exposée au musée des Offices.

## Thème
Le sujet représenté est une « Maestà » c'est-à-dire une « Vierge à l'Enfant au trône, entourée d'anges », qui, dans ce cas, sont placés agenouillés les uns au-dessus des autres sur les deux côtés du trône.

## Composition
Elle est inspirée de la Maestà de Cimabue, conservée au musée du Louvre de Paris, peinte cinq ans plus tôt, ce qui a fait longtemps croire qu'il s'agissait d'une œuvre de Cimabue : même nombre d'anges, même regroupement des personnages, même position de l'Enfant sur les genoux de la Vierge, et qui bénit de la main droite, mais là l'Enfant Jésus ne tient ni rouleau ni livre de la main gauche et les anges ne regardent pas le spectateur mais tous leurs regards sont tournés vers la Vierge (souveraine des anges et des saints, iconographie traditionnelle des Frères Prêcheurs de Santa Maria Novella).
Seule la Vierge regarde le spectateur, et l'Enfant regarde à sa droite, vers l'un des anges ou vers l'un ou l'autre des apôtres figurant dans les petits médaillons du cadre, qui contiennent aussi, à sa gauche, les grandes figures de l'Ancien Testament, et en bas aux saints dominicains de l'histoire toute récente de l'Ordre.

## Analyse
Toutes les principes de la peinture byzantine sont exprimés dans ce tableau : fond doré, Vierge et Enfant symboliquement plus grands que les autres personnages, le trône dans sa perspective rudimentaire (isométrie) reste symbolique. Il faudra attendre la Vierge d'Ognissanti de Giotto pour que la perspective à point de fuite s'affirme dans le dessin du trône. Les anges se détachent, isolés, ils semblent flotter dans les airs malgré leur pose agenouillée et ils ne semblent pas différenciés (similitude et répétition des poses).

## Postérité
Le tableau fait partie du musée imaginaire de l'historien français Paul Veyne, qui le décrit dans son ouvrage justement intitulé Mon musée imaginaire.